# Nicolas Perrin

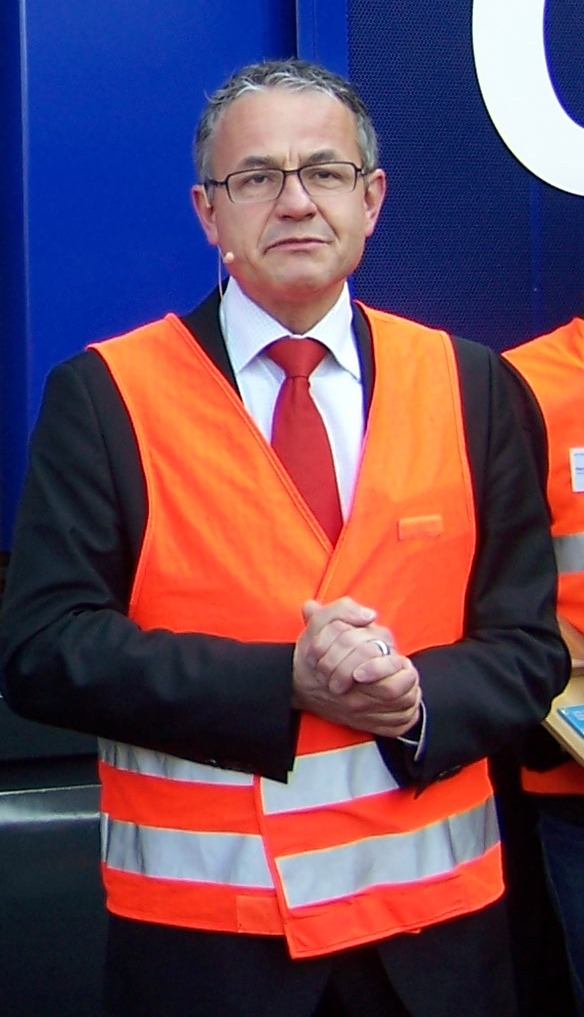
Nicolas Perrin (2012)

Nicolas Perrin (* 1959; heimatberechtigt in Les Ponts-de-Martel, Noiraigue und Neuhausen am Rheinfall) ist ein Schweizer Bauingenieur und Manager.

## Ausbildung und Studium
Nicolas Perrin besuchte von 1974 bis 1979 die Kantonsschule Schaffhausen. Er schloss mit der Maturität Typus C ab. Von 1979 bis 1984 studierte er an der ETH Zürich, Abt. II für Bauingenieurwesen – Vertiefungsrichtungen Planung und Verkehr sowie Grund-, Strassen- und Eisenbahnbau. 1984 schloss er sein Studium mit Diplom ab.

## Beruflicher Werdegang
Nicolas Perrin arbeitet seit 1987 für die Schweizerischen Bundesbahnen (SBB). Ab 1991 arbeitete er als Departementssekretär beim Präsidenten der Generaldirektion, von 1993 bis 1998 war er Stellvertreter des Delegierten Bahn 2000. 1999 wurde er Leiter Produktion und Stellvertreter des Divisionsleiters SBB Cargo. Ab 2007 war er Leiter Geschäftsbereich International und Stellvertreter des Divisionsleiters. Im Sommer 2007 übernahm er nach dem Rücktritt von Daniel Nordmann interimistisch die Leitung von SBB Cargo. Im Dezember 2007 wählte ihn der Verwaltungsrat der SBB ihn zum Leiter SBB Cargo AG. Vom 1. Januar 2008 bis zum 29. Februar 2020 war er CEO SBB Cargo AG Olten und Mitglied der Konzernleitung SBB, Bern. Seither ist Perrin Mitglied des Verwaltungsrates der SBB Cargo.
Auf Vorschlag von Verteidigungsministerin Viola Amherd wurde Perrin vom Bundesrat in seiner Sitzung vom 23. Oktober 2019 zum Verwaltungsratspräsidenten des Schweizer Rüstungskonzerns RUAG MRO Holding ernannt. Am 20. Februar 2024 wurde Perrins Rücktritt bei der RUAG bekannt gegeben. Auslöser war ein gleichtags veröffentlichter Prüfbericht der Eidgenössischen Finanzkontrolle, der Ungereimtheiten und Mängel beim Handel mit Leopard-1-Panzern aufzeigte. Perrin blieb bis Ende 2024 im Amt.
Im Mai 2025 wurde er Mitglied im Aufsichtsrat der ÖBB Holding.

## Privatleben
Nicolas Perrin ist verheiratet. Er ist der Schwager von Brigitte Hauser-Süess und war Hauptmann bei der Genietruppen-Pontoniere.